# 알라사나 마네
알라사나 마네(영어: Alasana Manneh, 1998년 4월 8일 ~ )는 스코티시 프리미어십 클럽 하이버니언와 감비아 국가대표팀에서 미드필더로 활약하는 감비아의 프로 축구 선수이다.

## 구단 경력

### 바르셀로나
반줄에서 태어난 마네는 2016년 어스파이어 아카데미에서 바르셀로나 유소년 팀에 합류했다. 2017년 7월에는  팀으로 승격했다.

#### 사바델로의 임대
2017년 8월 22일, 마네는 세군다 디비시온 B 팀의 사바델로 임대되었다. 그는 10월 28일에 성인 무대 데뷔 전을 치렀으며, UE 라고스테라와의 원정 경기에서 선발 출전해 첫 골을 넣으며 2-0 승리를 이끌었다.

#### 에터르로의 임대
2018년 1월 23일, 마네는 임시 계약으로 불가리아 클럽 에터르 벨리코 터르노보로 이적했다. 마네는 2018년 2월 17일, 셉템브리 소피아와의 홈 경기에서 3-3 무승부를 기록하며 에터르 소속으로 데뷔했다. 그의 첫 프로 골은 3월 8일, CSKA 소피아와의 원정 경기에서 1-2로 패한 경기에서 동점골을 넣으며 기록되었다.

### 구르니크 자브제
2019년 7월, 마네는 폴란드 클럽 구르니크 자브제와 계약을 체결했다.

### OB
이적 마감일인 2022년 8월 31일, 마네는 덴마크 수페르리가 클럽 OB로 이적하여 3년 계약으로 합류했다.

### 하이버니언
2025년 1월 28일, 마네는 스코티시 프리미어십 클럽 하이버니언과 비공개 이적료로 3년 반 계약을 체결했다. 2025년 2월 16일, 마네는 세인트 미렌과의 리그 데뷔 전에서 두 장의 옐로카드를 받고 퇴장당했다.

## 국가대표팀 경력
마네는 2016년 5월 30일, 잠비아와의 친선 경기에서 교체 선수로 출전하여 감비아 국가대표팀에 정식으로 데뷔했다. 2024년 1월에는 2023년 아프리카 네이션스컵 대표팀에 포함되었다.